# Mocartov efekat
Mocartov efekat je učinak ili bolje reći paradigma koja označava kratkotrajno poboljšanje rezultata u testu spacijalnih sposobnosti nakon slušanja određene vrste muzike. Naziv je dobio po tome što je u prvobitnim a i kasnijim istraživanjima najčešće korišćena Mocartova sonata u D-duru za dva klavira (K448).

## Istorija
Test potiče sa Univerziteta Kalifornije u Ervajnu gde su istraživači Raušer, Šo, i Kaj 1993. godine izložili 36 studenata testovima kojima su se ispitivale prostorno-vremenske sposobnosti i performanse. Nakon što su ispitanike izložili trima različitim situacijama u trajanju od po 10 minuta:
- Prva grupa (kasnije nazvana Mocartova grupa) je slušala Mocartovu sonatu za dva klavira u D-duru K. 448/375a
- Druga grupa je boravila u tišini
- Traća grupa ispitanika je slušala relaksairajuće audio snimke

Na osnovu dobijenih rezultata utvrđeno je da je Mocartova grupa pokazala naprednije i kvalitetnije prostorno zaključivanje (npr. rešavanje testa savijanja i rezanja papira). Kada su rezultati prostornog zaključivanja mereni pomoću tri podtesta sa Stanford-Binetove skale inteligencije pretvoreni u IQ vrednosti, utvrđeno je povećanje za 8 do 9 bodova u korist Mocartove grupe. Frencis Raušer je nakon ovih istraživanja naglasila kako je učinak muzike kratkotrajan (u trajanju od 10 do 15 minuta) i nema uticaj na opštu inteligenciju, već samo na prostornu inteligenciju.
Izvesno vreme nakon ovih istraživanja uveden je pojam Mocartov efekat koji je relativno brzo krivo protumačen, pa je zato i zavladalo mišljenje da muzika čoveka čini pametnijim. 

## Opšta razmatranja
Do prvih saznanja o postojanju Mocartovog efekta došlo se kada su naučnici pokušali da na komjuteru prikažu aktivnost mozga. Istraživači su odlučili da otkrivene simulacije, koje nastaju pri električnim pražnjenjima u mozgu, pretvore u zvuk, umesto da ih samo snime na papir. Na njihovo iznenađenje, čuli su se zvukovi koji su podsećali na barok ili na istočnjačku muziku. Tako je nastalo razmišljanje — ako aktivnosti mozga mogu da zvuče kao muzika, možemo li da naučimo i razumemo gramatiku neurona radeći obrnuto i posmatrajući kako mozak odgovara na muziku.
Nakon brojnih razmišljanja odlučeno je da se u istraživanjima primeni standardni IQ test kako bi se utvrdilo da li Mocartova muzika može trajno da poveća sposobnost uviđanja oblika. Ova sposobnost je vremenom postala osnova za mnoge kompleksne misaone veštine koje uključuju okretanje i posmatranje objekata u glavi pri čemu se koristi dosta matematike.
Sve grupe koje su radile testove nakon slušanja Mocartove muzike pokazale su značajno veću uspešnost, ali efekat je imao nedostatak jer je trajao samo 10 do15 minuta.
Nakon brojnih rasprava došlo se do zaključka da ovaj fenomen ima relativno jednostavno objašnjenje — muzika popravlja raspoloženje. Da li je efekat vezan za unikatni kvalitet Mocartove muzike je i dalje pod znakom pitanja.
Danas termin Mocartov efekat uključuje sve od laboratorijskog eksperimenta u kome dete sluša muziku u trajanju od 15 minuta, preko intenzivnog treniranja uha pomoću visokospecijalizovane opreme koju je osmislio Alfred A. Tomatis, pa sve do slušanja klasične muzike u sopstvenoj kući.

## Molekularne osnove Mocartovog efekta
Genetičari na Univerzitetu Stanford u Kaliforniji misle da su uspeli da nađu molekularne osnove Mocartovog efekta. U svojoj studiji su koristili pacove koji su, kao i ljudi, bolje radili testove učenja i pamćenja nakon slušanja sonate. Istraživači su otkrili da je kod pacova razlog poboljšanja rad tri gena: 
- gena uključenog u procese učenja i pamćenja,
- gena koji utiče na faktor rasta nervnih ćelija i
- gena odgovornog za formiranje sinapsi

Ovo otkriće je jako provokativno jer dokazuje da u ovom efektu postoje merljive neurohemijske promene. Molekularna biologija se u 21. veku posvetila istraživanjima sa ciljem da otkrije kako to muzika pokreće određene gene da povećaju svoju aktivnost i kako bi to moglo da se iskoristi u neurofiziologiji i neuroterapiji.

## Suprotstavljeni stavovi
Od početka primene ovog testa u naučnoj javnosti javila se velika sumnje u verodostojnosti ovoga efekta. To je navelo brojne istraživače da sprovedu brojna istraživanja na tu temu, ali samo ih je nekolicina njih uspelo dobiti pozitivne rezultate.
Tokom kasnije sprovedenih istraživanja, verovatno su se pojavile mnoge nejasnoće u pogledu postojanja efekta i zbog razlika u primenjenim eksperimentalnim nacrtima i merenjima zavisne varijable a pogotovo u pogledu vrste muzike kao i specifičnih muzičkih karakteristika koje izazivaju efekt.
Iz trionskog modela rada mozga proizašla su neka vrlo specifična predviđanja. Jedno se odnosi na muziku koja se sluša - da ona mora biti kompleksna da bi efekt bio izazvan, a jedina kognitivna sposobnost na kojoj ga je moguće replikovati je spacijalna sposobnost (konkretnije, jedna od faktorskih komponenata spacijalne sposobnosti – spacijalna vizualizacija). 
Istraživači također navode da efekt može trajati 15 do 20 minuta nakon završetka slušanja muzike, i navode da bi muzika drugih kompozitora i drugačijeg stila takođe trebala izazvati efekte, što nije bio slučaj.
Ipak u pogledu Mocartova efekta, do sada postoji određena usaglašenost oko postojanja tri pretpostavke o njegovim mogućim ishodištima, koje su ponajbolje ilustrovali u svojoj klasifikaciji Jonesa, Westa i Estella (2006).

## Literatura
- Aheadi, A., Dixon, P., Glover S. (2010). A limiting feature of the Mozart effect: Listening enhances mental rotation abilities in non-musicians but not musicians. Psychology of Music, 38, 107-117.
- Cooper, L.A., Regan, D.T. (1982). Attention, perception and intelligence. U: R.J. Sternberg (Ur), Handbook of Human Intelligence (123-170). Cambridge: Cambridge University Press.
- Costa-Giomi, E. (2005). Does music instruction improve fine motor abilities? Annals of the New York Academy of Sciences, 1060, 262-264.
- Forgeard, M., Winner, E., Norton, A., Schlaug, G. (2008). Practicing a Musical Instrument in Childhood is Associated with Enhanced Verbal Ability and Nonverbal Reasoning. PloS ONE 3, e3566.
- Eysenck, H.J., Eysenck, S.B.G. (2003). Priručnik za Eysenckov upitnik ličnosti EPQ. Jastrebarsko: Naklada Slap.
- Husain, G., Thompson, W.F., Schellenberg, E.G. (2002). Effects of musical tempo and mode on arousal, mood and spatial abilities. Music Perception, 20, 151-71.
- Jaušovec, N., Habe, K. (2003a). The influence of auditory background stimulation (Mozart’s sonata K. 448) on visual brain activity. Jausovec, N.; Habe, K. (2004). „The influence of auditory background stimulation (Mozart's sonata K. 448) on visual brain activity”. International Journal of Psychophysiology. 51 (3): 261—271. PMID 14962578. doi:10.1016/S0167-8760(03)00227-7..

## Spoljašnje veze
- Skeptic's Dictionary – The Mozart Effect (језик: енглески)
- Frequently asked questions on the Mozart Effect (језик: енглески)